# Pseudopaludicola pusilla
Espèce
Synonymes
- Paludicola pusilla Ruthven, 1916
- Paludicola exigua Rivero, 1961

Statut de conservation UICN

 LC  : Préoccupation mineure
Pseudopaludicola pusilla est une espèce d'amphibiens de la famille des Leptodactylidae.

## Répartition
Cette espèce se rencontre jusqu'à 150 m d'altitude, :
- dans le nord de la Colombie dans la basse et moyenne vallée du río Magdalena ;
- dans le nord du Venezuela dans le bassin du lac Maracaibo et dans les plaines caribéennes.

## Publication originale
- Ruthven, 1916 : A new species of Paludicola from Colombia. Occasional Papers of the Museum of Zoology University of Michigan, vol. 30, p. 1-3 (texte intégral).